# Mormodes colossus
Mormodes colossus är en orkidéart som beskrevs av Heinrich Gustav Reichenbach. Mormodes colossus ingår i släktet Mormodes och familjen orkidéer. Inga underarter finns listade i Catalogue of Life.

## Bildgalleri

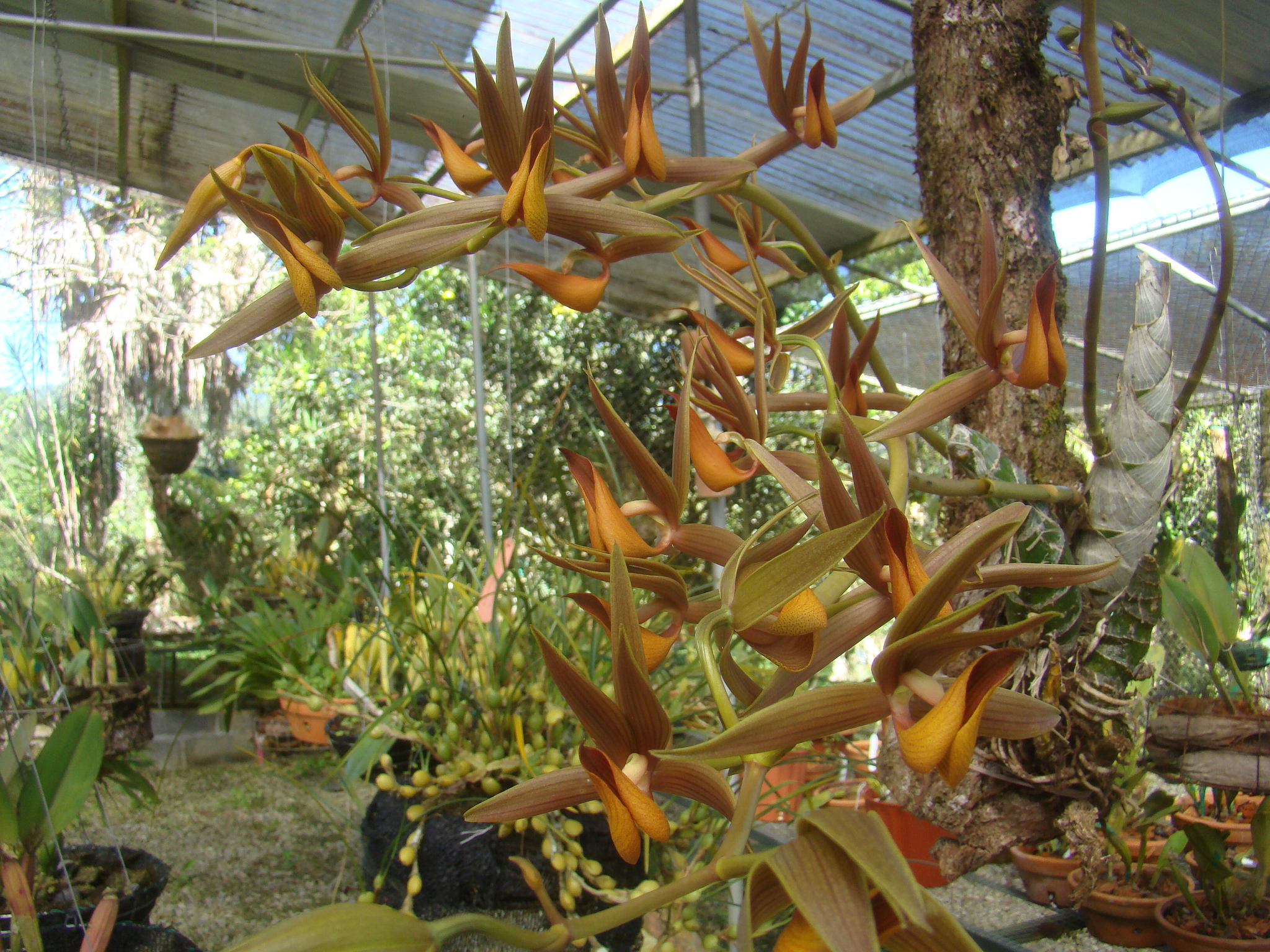